# 鉄板少女アカネ!!
『鉄板少女アカネ!!』（てっぱんしょうじょアカネ!!）は、原作：青木健生、作画：ありがひとしによる日本の料理漫画。ならびに、それを原作とするTBSのテレビドラマである。少年画報社の漫画雑誌『ヤングキング』にて2005年4月から2006年5月まで連載された後、テレビドラマの放送に先駆け2006年9月から連載が再スタートし、同年12月に連載を終了した。単行本は全3巻。

## あらすじ
鉄板焼き店の娘・アカネが、失踪した父・鉄馬を探しに出た旅の途中で、様々な料理人たちと対決する物語である。

## 登場人物
神楽 アカネ
ヒロイン。17歳(資料によっては18歳）。高校を中退して鉄板料理人の道を進み、そして突然姿を消した父・鉄馬を探しに、鉄馬の残した鉄板「一鐵（いってつ）」と共にネオ屋台のワゴン車「鉄輪魂（てつわごん）」で全国を周っている。
長く鉄板料理に接してきたため、熱せられた鉄板を直に触っても平気な逞しい手となり、これで鉄板の温度を正確に見極めることができる。
江戸っ子気質の男勝りな性格で、男っぽい口調で話す。鉄板料理に対し、並々ならぬ情熱を持っている。
一条 心太
京都の老舗料亭の息子。修行の辛さに耐え切れずに逃げ出してきたがアカネとの出会いにより心を入れ替え、再び修行に励んだ。その後、瀬戸内でアカネと同行した後、アカネと別れ、自転車で修行の旅に出る。
すざく
アカネの親友。一鐵を作った鋳物職人を祖父に持ち、自身も祖父に憧れを抱いている。アカネが高校中退したと同時に自身も鋳物職人になる夢を目指す。祖父が家庭科の成績を上げるようにと作ってくれたフライパン「朱星（あけぼし）」を使って素人ながら屋台を出したこともある。
白波瀬 まどか
アカネが大阪で出会った女性で、大阪一のたこ焼き屋「まるや」のたこ焼き職人の娘。
アカネの手を「鉄板に触れても平気な手」から、「てっパンド」と勝手に命名した。
明石 三次郎
神戸でアカネが出会った老人。一見女好きの爺さんだが、実は西洋料理界の神と呼ばれたスゴ腕のシェフだった。
西豪寺 エレナ
「食品商社エレナ・コーポレーション」の女社長。プライドが高く傲慢な性格だが､非情になりきれないところがある。
ドラマでは年齢が若い女性に設定された。
神楽 千幸
アカネの母。広島で鉄馬と知り合い、お互いに愛し合うも親の反対に遭い、鉄馬と駆け落ちした。13年前に亡くなる。
神楽 鉄馬
1年前に失踪（ドラマでは漁船の事故で絶命）したアカネの父。日本一と呼ばれるほどの腕を持つ屋台料理人。

## 単行本
1. ISBN 4785925957 2005年12月28日発行
2. ISBN 4785926546 2006年6月28日発行
3. ISBN 4785927275 2006年12月13日発行

## テレビドラマ
2006年10月15日から12月10日までTBSの『日曜劇場』でテレビドラマ化された。初回は10分拡大の22:04までの放送。また、第4話 - 第8話は2006世界バレーの延長のため、繰り下げて放送。堀北真希は地上波の連続ドラマ初主演、日曜劇場では史上最年少主演で話題となり、全10話を予定していたが、低視聴率のため第9話で打ち切りとなった。日曜劇場では史上初となる平均視聴率1桁という数字であった。ハイビジョン制作。本作品を収録したDVD版もある。

### 出演
- 神楽 アカネ（鉄板焼き屋「ちゆき」店主） - 堀北真希（幼少期: 三好杏依）
- 一条 心太 - 塚本高史（少年期：泉澤祐希）
- 西豪寺 エレナ（大手食品メーカー「西豪寺食品」令嬢） - 片瀬那奈
- 北村 修吾（西豪寺エレナの部下） - デビット伊東
- 鳴海 英子（西豪寺エレナの部下） - 大友みなみ
- 桂 ゆず（アカネの友人） - 奈津子
- 桂 みかん（アカネの友人） - 亜希子
- 友部（魚屋・「ちゆき」常連客） - 飯田基祐
- 二宮（乾物屋・「ちゆき」常連客） - 諏訪太朗
- 木下（酒屋・「ちゆき」常連客） - 田村三郎
- 郵便局員 - 猫ひろし
- 神楽 ちゆき（アカネの母・故人） - 宮崎ますみ
- 嵐山 蒼龍（日本料理界の重鎮） - 竜雷太（特別出演）
- 黒金 銀造 - 陣内孝則
- ナレーション - 秀島史香

#### ゲスト
第1話
- 高級フレンチレストラン従業員 - ルー大柴
- 客（「ちゆき」に入ろうとしてやめてしまう客） - あべかつのり
- 西豪寺エレナの部下（神楽鉄馬を見つけられずクビになる） - 後藤康夫
- 親子連れ客 - 滝佳保子、渋谷武尊
- 櫛部静二、牟田浩二、五味涼子

第2話
- 浜田 豊子（南明石の大衆割烹「浜田屋」女将） - 宮崎ますみ（二役）
- 立花 やよい（「浜田屋」従業員） - 柳沢なな
- 浜田 慎吾（「浜田屋」一人息子） - 濱田岳
- カイヅカ オサム（フレンチレストラン「キャンデローロ」シェフ） - 中原裕也
- 白国秀樹、田中啓三

第3話
- 白井 文平（ジャガイモ農家「白井農園」経営者） - 布施博
- 白井 文乃（文平の娘） - 水橋貴己
- 文乃の弟妹 - 朝日梨帆（役名：若菜）、井家良輔（役名：ケイタ）、林孝明（役名：リュウタ）
- 司会（カニカニフェスティバル「ザ・料理バトル!!」司会者） - 太田真一郎

第4話
- 姫野 桃香（SBCスレンダーズエンジェルの1人・ウェストサイズ50cm） - 水谷妃里
- フジミネ ヒカル（桃香の彼氏・私立サンライズ学園のミスターサンライズ・フジミネ財閥御曹司） - 大東俊介
- 椎名 蘭子（SBCスレンダーズエンジェルの1人・体重40kg） - 長谷部瞳
- 早乙女 ユリ（SBCスレンダーズエンジェルの1人・パリコレモデル） - 坂口エリー
- スレンダーズエンジェルのファン - 須藤謙太朗
- 藤原明穂、田崎りさ、奥村有紀、藤井貴規、山崎将平、石渡吏奈、矢口聖来、藤本久美、原南海子

第5話
- 入江 福美 - 遠山景織子

第6話
- 山川 泰子 - 浅香光代
- 山川 謙二 - 宮下直紀
- 山川 秀喜 - 佐藤二朗

第7話 - 第9話
- 王 悦子 - とよた真帆

### スタッフ
- 原作 - 青木健生
- 漫画 - 有賀ヒトシ
- シリーズ構成 - 秦建日子
- 脚本 - 松田知子、小川みづき、栗本志津香、酒井雅秋、白石まみ
- 脚本協力 - エム・エーフィールド
- 音楽 - 山下康介
- ナレーション - 秀島史香
- 主題歌 - ORANGE RANGE 「SAYONARA」（Sony Music Records）
- プロデューサー - 橋本孝、倉貫健二郎（ドリマックス・テレビジョン）・斎藤頼照（TSP）
- 演出 - 倉貫健二郎､竹村謙太郎、森嶋正也
- 制作協力 - TSP
- 製作 - TBS､ドリマックス・テレビジョン

### 放送日程
| 各話                                                  | 放送日   | サブタイトル                          | 脚本                | 演出       | 視聴率 |
| ----------------------------------------------------- | -------- | ------------------------------------- | ------------------- | ---------- | ------ |
| 第1話                                                 | 10月15日 | 料理は焼きが命だ!! 父の味を取り戻せ!! | 松田知子 小川みづき | 倉貫健二郎 | 11.0%  |
| 第2話                                                 | 10月22日 | 勝負!! 絶品焼そば                     | 栗本志津香          | 倉貫健二郎 | 7.3%   |
| 第3話                                                 | 10月29日 | じゃがいも vs カニ THE 料理バトル!!   | 酒井雅秋 白石まみ   | 倉貫健二郎 | 8.7%   |
| 第4話                                                 | 11月05日 | 学園祭ダイエット料理バトル!!          | 松田知子 小川みづき | 森嶋正也   | 10.3%  |
| 第5話                                                 | 11月12日 | 絶品ふぐ対決!! 〜下関〜               | 松田知子 酒井雅秋   | 倉貫健二郎 | 8.7%   |
| 第6話                                                 | 11月19日 | 秋の味覚! 松茸!! 最後の晩餐対決!!     | 小川みづき          | 竹村謙太郎 | 6.5%   |
| 第7話                                                 | 11月26日 | 横浜中華街 伊勢海老料理対決!!         | 酒井雅秋            | 森嶋正也   | 8.4%   |
| 第8話                                                 | 12月03日 | ハンバーグ対決! 裏切りの理由          | 小川みづき          | 倉貫健二郎 | 8.1%   |
| 最終話                                                | 12月10日 | 今夜すべての謎が明かされる!           | 小川みづき 酒井雅秋 | 倉貫健二郎 | 9.5%   |
| 平均視聴率 8.8%（数字は関東地区・ビデオリサーチ調べ） |          |                                       |                     |            |        |

### 放送時間
- 日曜日21:00 - 22:04（第1話）[4]
- 日曜日21:30 - 22:24（第4・7・8話）
- 日曜日21:10 - 22:04（第5話）
- 日曜日21:25 - 22:19（第6話）
- 日曜日21:00 - 21:54（第2・3・9話）